# Wojciech Kostowski
Wojciech Ignacy Kostowski (ur. 30 marca 1939 w Warszawie, zm. 16 kwietnia 2023 tamże) – polski lekarz, profesor nauk medycznych (1979), specjalista w zakresie farmakologii i psychofarmakologii, członek rzeczywisty PAN, członek czynny PAU.

## Życiorys
Syn Ludwika i Izabeli. W 1963 ukończył studia na Akademii Medycznej w Warszawie, uzyskując dyplom lekarza. Stopień naukowy doktora uzyskał w lutym 1966, habilitował się w marcu 1970. W 1979 otrzymał tytuł profesora nadzwyczajnego, w 1988 został profesorem zwyczajnym.
W latach 1964–1975 pracował w Zakładzie Farmakologii Eksperymentalnej Akademii Medycznej w Warszawie na stanowiskach asystenta, adiunkta oraz docenta. Od 1975 do 1997 kierował zespołem nauczania farmakologii na II Wydziale Lekarskim tej uczelni. W 1977 utworzył Zakład Farmakologii i Fizjologii Układu Nerwowego w Instytucie Psychiatrii i Neurologii w Warszawie, w którym był kierownikiem od początku jego powstania do momentu przejścia na emeryturę w 2009. Pracował również w Katedrze i Zakładzie Farmakologii Doświadczalnej i Klinicznej Warszawskiego Uniwersytetu Medycznego.
W 1993 został członkiem czynnym Polskiej Akademii Umiejętności, w 2004 członkiem korespondentem Polskiej Akademii Nauk, a w 2019 członkiem rzeczywistym PAN. Był przewodniczącym Wydziału VI Nauk Medycznych PAN w latach 2007–2010, wcześniej (w latach 2003–2006) pełnił funkcję zastępcy przewodniczącego. Od 2007 do 2011 wchodził w skład Prezydium Polskiej Akademii Nauk. Był również przewodniczącym (1989–1992) oraz wiceprzewodniczącym (1992–1996) Komisji Rejestracji Leków, prezesem Polskiego Towarzystwa Farmakologicznego (1990–1995), członkiem rad naukowych w Instytucie Medycyny Doświadczalnej i Klinicznej PAN oraz Instytucie Farmakologii PAN. Pełnił funkcję przewodniczącego rady naukowej Instytutu Psychiatrii i Neurologii w latach 1991–1999.
Prowadził badania naukowe w zakresie neuropsychofarmakologii, szczególnie badania nad mechanizmami działania leków przeciwdepresyjnych, rolą serotoniny i noradrenaliny w mechanizmach zachowania oraz nad ośrodkowymi działaniami alkoholu i uzależnieniem alkoholowym oraz innymi uzależnieniami. W 1979 napisał wspólnie z profesorem Piotrem Kubikowskim podręcznik dla studentów medycyny i lekarzy Farmakologia. Podstawy farmakoterapii (kilkukrotnie wznawiany). W 1998 opublikował jego nową wersję, której kolejne wydania ukazywały się w następnych latach.

## Odznaczenia i wyróżnienia
Odznaczony Krzyżem Oficerskim (2001) oraz Krzyżem Komandorskim (2011) Orderu Odrodzenia Polski.
W 2009 został uhonorowany tytułem doktora honoris causa Śląskiego Uniwersytetu Medycznego (promotorem był profesor Zbigniew Herman).